# Simfonia núm. 2 (Rosenberg)
La Simfonia núm. 2, Sinfonia grave, op. 62, va ser composta per Hilding Rosenberg en una primera versió l'any 1928 i revisada el 1934. Es va estrenar el 27 de març de 1935 per l'Orquestra Simfònica de Göteborg sota la direcció de Tor Mann a la sala de concerts de Göteborg. Té una durada aproximada de 33 minuts.

## Moviments
- Allegro energico
- Poco adagio – allegro assai – poco allegro – allegro assai
- Allegro risoluto

## Origen i context
Amb la Segona va passar un fet similar a la Primera Simfonia, que es va completar el 1919 i es va revisar per primera vegada el 1932. Entre les dues simfonies, Rosenberg havia escrit gairebé 60 obres, incloent-hi el Concert per a violí, el Concert per a trompeta, un Concert de piano incomplet, diverses Suites orquestrals, un tercer Quartet de corda, tres Sonates per a piano i altres obres de cambra.
De fet, la Segona Simfonia va estar a punt d'estrenar-se l'any 1928 en la seva primera versió. Estava a punt per assajar-la a l'Associació de Concerts d'Estocolm sota la direcció de Václav Talich, que tenia ganes d'executar l'obra, però Rosenberg va dubtar i la va retirar de moment. Més endavant, Rosenberg va dir: «La primera versió estava llesta l'any 1928, crec que després havia de ser interpretada per l'Associació de Concerts. Però quan la vaig sentir durant els assajos em vaig espantar. Espantat pels camins que he pres: el llenguatge tonal era, per a mi i per a la música sueca en aquell moment, agosarat i durament polifònic. La simfonia es va mantenir a les prestatgeries durant diversos anys. No em vaig atrevir a emprendre la lluita amb el material». No es va estrenar fins al 1935, després d'una reelaboració important.

## Instrumentació
La Simfonia núm. 2 està escrita per a 2 flautes, 2 oboès, 2 clarinets, 2 fagots - 4 trompes, 2 trompetes, 3 trombons, 1 tuba, timbales, percussió (2 músics) i cordes.